# Mimegralla chrysopleura
Mimegralla chrysopleura är en tvåvingeart som först beskrevs av Osten Sacken 1882.  Mimegralla chrysopleura ingår i släktet Mimegralla och familjen skridflugor. Inga underarter finns listade i Catalogue of Life.